# (33250) 1998 HO23
1998 HO23 (asteroide 33250) é um asteroide da cintura principal. Possui uma excentricidade de 0.19843440 e uma inclinação de 8.42768º.
Este asteroide foi descoberto no dia 25 de abril de 1998 por NEAT em Haleakala.